# Піриметамін
Піриметамін (Daraprim) — синтетичний антипротозойний препарат для перорального астосування. Піриметамін синтезований під керівництвом лауреата Нобелівської премії Гертруди Елайон у лабораторії компанії «Burroughs-Wellcome» (яка натепер є підрозділом «GlaxoSmithKline») як засіб від малярії, та застосовується у клінічній практиці з 1953 року.

## Фармакологічні властивості
Піриметамін — синтетичний антипротозойний препарат для внутрішнього застосування. Механізм дії препарату полягає у інгібуванні ферменту найпростіших дигідрофолатредуктазу та порушує синтез фолієвої кислоти. До піриметаміну чутливими є токсоплазми, лейшманії, малярійний плазмодій. Піриметамін діє як на еритроцитарні, так і на тканинні форми малярійного плазмодію, пошкоджує гамонти усіх видів плазмодію, блокує спорогонію в організмі комарів.

### Фармакокінетика
Піриметамін добре всмоктується в шлунково-кишковому тракті, біодоступність препарату складає 95—100 %. Максимальна концентрація в крові досягається протягом 2—7 годин. Високі концентрації створюються у більшості тканин організму, накопичується препарат переважно в еритроцитах, нирках, легенях, селезінці, печінці. Препарат добре проходить через гематоенцефалічний бар'єр. Піриметамін проходить через плацентарний бар'єр та виділяється в грудне молоко. Метаболізується препарат в печінці з утворенням неактивних метаболітів. Виводиться піриметамін з організму нирками, переважно в незміненому вигляді, частково виводиться у вигляді активних метаболітів. Період напіввиведення препарату складає в середньому 92 години, немає даних про збільшення цього часу при печінковій та нирковій недостатності.

## Показання до застосування
Піриметамін застосовується для лікування малярії та токсоплазмозу переважно у складі комбінованої терапії. Монотерапія малоефективна у зв'язку із швидким розвитком резистентності найпростіших до препарату.

## Побічна дія
При застосуванні піриметаміну можливі наступні побічні ефекти:
- З боку шкірних покривів — рідко висипання на шкірі, дерматит, порушення пігментації шкіри.
- З боку травної системи — при тривалому прийомі нудота, блювання, болі в животі, діарея, сухість в роті, виразковий стоматит, атрофічний ґлосит.
- З боку нервової системи — при застосуванні у високих дозах головний біль, загальна слабість, запаморочення, безсоння, депресія, судоми, тремор, атаксія.
- Алергічні реакції — рідко еозинофільні інфільтрати в легенях, кашель, синдром Стівенса-Джонсона, мультиформна еритема; частіше спостерігаються при застосуванні із сульфадоксином.
- Інші побічні реакції — при застосуванні у високих дозах аритмії, колапс, гематурія; у приблизно 25 % випадків застосування у терапевтичних дозах — оборотна тромбоцитопенія, лейкопенія, мегалобластна анемія.[4]

При тривалому застосуванні піриметаміну збільшується ризик розвитку пухлин. У новонароджених із вродженим токсоплазмозом, матері яких приймали піриметамін, збільшується ризик розвитку гіперфенілаланінемії.

## Протипокази
Піриметамін протипоказаний при підвищеній чутливості до препарату, при захворюваннях нирок, захворюваннях крові, дітям до 2-х місяців. Препарат протипоказаний в І триместрі вагітності. Під час лікування піриметаміном рекомендовано припинити годування грудьми.

## Форми випуску
Піриметамін випускається у вигляді таблеток по 0,05; 0,1 та 0,25 г. Піриметамін разом із сульфадоксином входить до складу комбінованого препарату Фансидар (піриметамін/сульфадоксин).